# Лонг, Стивен Харриман
Стивен Харриман Лонг (англ. Stephen Harriman Long; 30 декабря 1784 года — 4 сентября 1864 года) — американский исследователь, изобретатель и инженер, известен своими разработками в области проектирования паровозов. Был одним из самых известных исследователей США начала 1800-х годов — преодолел около 42 000 км в пяти экспедициях, включая научную экспедицию в район Великих равнин, который он назвал Великой американской пустыней.

## Биография

### Ранние годы
Стивен Лонг родился 30 декабря 1784 года в Хопкинтоне, штат Нью-Гэмпшир, в семье Мозеса и Люси Лонг. В 1809 году он окончил Дартмутский колледж со степенью бакалавра, а в 1812 году получил степень магистра. В 1814 году Лонг получил звание лейтенанта инженерных войск в Инженерном корпусе армии США. После реорганизации армии в 1816 году он был произведён в майоры и назначен в Южную дивизию инженером-топографом. 
В 1817 году Лонг возглавил военную экспедицию вверх по реке Миссисипи к водопаду Сент-Энтони, единственному крупному водопаду на реке. В результате его рекомендаций армия основала форт Снеллинг для защиты от нападений индейцев на белых поселенцев в долине Верхней Миссисипи. Лонг записал свои впечатления от экспедиции в дневнике, который был впервые опубликован историческим обществом Миннесоты в 1860 году под названием «Путешествие на шестивёсельной лодке к водопаду Сент-Энтони». В марте 1819 года он женился на Марте Ходжкисс из Филадельфии, сестре Изабеллы Ходжкисс Норвелл, жены сенатора США Джона Норвелла.

### Экспедиция 1819 года
В 1818 году Лонг был назначен организовать научный контингент для сопровождения солдат полковника Генри Аткинсона в Йеллоустонской экспедиции, иногда называемой экспедицией Аткинсона — Лонга. Это было запланировано для исследования верховьев реки Миссури, и Лонг провёл осень, проектируя строительство экспериментального колёсного парохода Western Engineer. Отправившись из Сент-Луиса в июне 1819 года, судно стало подниматься вверх по течению Миссури. 17 сентября экспедиция прибыла в форт Лиза, торговый пост, принадлежащий Миссурийской меховой компании Уильяма Кларка. Группа Лонга решила остановиться тут и построила вблизи форта свой зимний лагерь. 
В дальнейшем дорогостоящая экспедиция потерпела неудачу — единственным её успехом было основание форта Аткинсон на территории современного штата Небраска, и поэтому президент США Джеймс Монро принял решение о её прекращении. Вместо исследования реки Миссури Лонг получил приказ от военного министра Джона Калхуна направиться в верховья реки Платт к Скалистым горам и обратно, вдоль границы с Новой Испанией.

### Экспедиция 1820 года
В 1820 году Лонг был назначен руководителем экспедиции по исследованию Дикого Запада, изучая земли, приобретённые в результате Луизианской покупки. Основной целью путешествия было найти истоки рек Платт, Арканзас и Ред-Ривер.

### Экспедиция 1823 года
В 1823 году майор Лонг возглавил экспедицию в приграничный район Земли Руперта. Путешественники проследовали вверх по реке Миннесота, известной в то время как река Сент-Питер, к верховьям Ред-Ривер, затем вниз по этой реке до форта Гарри, а оттуда на каноэ через Британскую Канаду к озеру Гурон. Эта экспедиция завершила серию исследований, задуманных Льюисом Кассом и осуществлённых Дэвидом Бейтсом Дугласом, Генри Скулкрафтом, и другими, кроме Стивена Лонга. 
Поход 1823 года был задуман в первую очередь как научная разведка и оценка торговых возможностей, но, вероятно, имел и нераскрытые военные цели, и, безусловно, рассматривался с подозрением британскими властями в Канаде. К этой экспедиции на какое-то время присоединился итальянский исследователь Джакомо Бельтрами, который из-за споров с майором покинул её возле форта Гарри. Путешествие Лонга побудило американских торговцев заняться скупкой пушнины в Северной Миннесоте и Дакоте, а также способствовало развитию дорог между колонией Ред-Ривер на севере и развивающимися городами Мендота и Сент-Пол на юге. Карты, которые составил майор, позже сыграли важную роль в планировании новых железнодорожных линий в этом регионе. Во время экспедиции он определил северную границу Соединённых Штатов по 49-й параллели. В том же году Лонг был избран членом Американского философского общества.

### Поздние годы
В 1826 году Лонг был произведён в подполковники, а в 1827 году Военное министерство США назначило его инженером-консультантом на железную дорогу «Балтимор и Огайо». На этой должности он способствовал адаптации деревянных мостов к использованию железных дорог и составил серию таблиц для определения кривых и уклонов, которые он опубликовал в своем важном руководстве по железнодорожным путям в 1829 году. Лонг оставался в «Балтимор и Огайо» до 1830 года, а в 1832 году вместе с Уильямом Норрисом и несколькими другими деловыми партнёрами основал Американскую компанию паровых перевозок. Предприятие было распущено в 1834 году из-за трудностей с запуском в производство локомотивных конструкций Лонга. С 1834 по 1837 год  он обследовал железнодорожные маршруты в Джорджии и Теннесси.
В течение следующих трёх лет он был главным инженером Western and Atlantic Railroad. На этой должности он оставался в чине майора, когда инженеры-топографы стали отдельным корпусом в 1838 году. Наряду с армейскими обязанностями Лонг продолжал оказывать консультационные услуги различным железным дорогам до 1856 года, когда его назначили ответственным за улучшение судоходства на Миссисипи. В 1858 году он переехал в город Олтон, штат Иллинойс, где обосновались четверо его братьев. В 1861 году он был произведён в полковники и призван в Вашингтон, чтобы занять должность командира инженеров-топографов. Лонг оставался на этой должности до своей отставки из армии в июне 1863 года, через три месяца после того, как его корпус был объединён с Инженерным корпусом.
Стивен Харриман Лонг умер в своем доме в Олтоне 4 сентября 1864 года.